# Compagnia di negozio di sigortà

Convenzione della Compagnia di negozio di sigortà, 1620 (Fondazione Mansutti, Milano).

La Compagnia di negozio di sigortà  è stata una compagnia di assicurazione italiana, con sede a Genova.
Già dal XV secolo esistevano nella Repubblica di Genova alcune società dedicate ai rischi delle assicurazioni. Nel 1620 è documentata una convenzione tra la Compagnia di negozio di sigortà e alcune famiglie nobili dell'epoca - Doria, Grimaldi, Della Rovere - che ne presero parte come soci. In realtà non vi era un capitale con delle garanzie patrimoniali, ma già mantenevano dei libri sociali e la ripartizione tra utili e perdite dei soci fondatori.